# Dušan Kalmančok
Dušan Kalmančok (1945) è un astronomo slovacco.
Kalmančok ha coscoperto, al 1º giugno 2018, sette asteroidi . Gli è stato dedicato un asteroide, 29824 Kalmančok .

## Asteroidi scoperti
Lista incompleta:
| Asteroide      | Designaz. provv. | Data della scoperta | Coscopritore     |
| -------------- | ---------------- | ------------------- | ---------------- |
| 11118 Modra    | 1996 PK          | 9 agosto 1996       | Adrián Galád     |
| 15860 Siráň    | 1996 HO          | 20 aprile 1996      | Adrián Galád     |
| 24194 Paľuš    | 1999 XU35        | 8 dicembre 1999     | Adrián Galád     |
| 38238 Holíč    | 1999 OW          | 18 luglio 1999      | Štefan Gajdoš    |
| 48934 Kočanová | 1998 QS          | 18 agosto 1998      | Alexander Pravda |